# Parallelia portia
Parallelia portia là một loài bướm đêm trong họ Erebidae.